# Línea G6 (Montevideo)
La línea G6 es una línea local de autobús y alimentadora de la Terminal Colón de Montevideo, conecta dicha terminal con la calle Pororó en Villa Colón. 
Fue creada en diciembre del 2012 tras la inauguración de la Terminal Colón. Originalmente unía dicha terminal con el  Hospital Saint Bois o el Aeródromo de Melilla. En junio de 2014 su recorrido pasó a ser definitivamente Pororó - Terminal Colón.

## Recorridos
| Ida a Pororó - Andén 6 (Terminal Colón) - Camino Colman - Avenida César Mayo Gutiérrez - Fernando Menck - Pororó | Vuelta desde Pororó - Pororó - Carlos A. López - Avenida César Mayo Gutiérrez - Camino Colman - Andén 7 (Terminal Colón) |